# Yoshito Okubo
Yoshito Okubo (Fukuoka, 9 de Junho de 1982) é um futebolista profissional japônes, atacante de origem, milita atualmente no Cerezo Osaka
.

## Carreira
Okubou atuou boa parte de sua carreira em times japonês, tendo no exterior passagens no Mallorca e Wolfsburg. Na seleção japonesa fez sua estreia em 2003, aos 22 anos de idade. No Wolfsburg esteve no plantel que ganhou o inédito título da Bundesliga.
Ele foi artilheiro da J-League na temporada de 2013 com 26 gols em 33 jogos.

## Títulos
Kawasaki Frontale
- Campeonato Japonês: 2017, 2018

### Prêmios individuais
Kawasaki Frontale
- J-League - Trofeu Rei do Gol: 2013,2014,2015